# Je suis une hard-girl
Pour plus de détails, voir Fiche technique et Distribution.
Je suis une hard-girl (The Dark Side of Tomorrow) est un film américain réalisé par Barbara Peeters et Jacques Deerson, sorti en 1970.

## Synopsis
Alors que leurs maris sont partis à la chasse, deux femmes au foyer s'ennuient et se retrouvent pour passer le temps. Une chose en amenant une autre, elles finissent par se retrouver au lit. Pour l’une des deux cet n’était qu’un détournement agréable, mais pour l’autre, c’est devenu une fixation.

## Fiche technique
- Titre français : Je suis une hard-girl[1]
- Titre original : The Dark Side of Tomorrow (littéralement : Le côté obscur de demain) ou Just the Two of Us (littéralement : Seulement nous deux)
- Réalisation : Barbara Peeters, Jacques Deerson
- Scénario : Barbara Peeters, David Novik
- Photographie : John Caper
- Montage : Richard Weber
- Musique : Jerry Wright
- Producteur : David Novik
- Producteur associé : George Watters
- Société de production : Able Films
- Société de distribution :
- Pays de production :  États-Unis
- Langue : anglais
- Lieu de tournage : Los Angeles, Californie, États-Unis
- Genre : drame, romance saphique
- Durée : minutes
- Date de sortie :
  - États-Unis : juin 1970
  - France : 15 juin 1976

## Distribution
- Elizabeth Plumb : Denise
- Alisa Courtney : Adria
- John Aprea (en) : Jim
- Wayne Want : David
- Marland Proctor : Casey
- Luanne Roberts : la femme du producteur (créditée comme Luan Roberts)
- Elizabeth Knowles : Mona (créditée comme Elizabeth Knowels)
- Jamie Cooper : Joe
- Sally Federn : la joueuse de carte
- Linda Handelman : la joueuse de carte (créditée comme Linda Hendelman)
- Vince Romano : la serveuse
- Laura Patton : la lesbienne
- Geretta Taylor : la lesbienne (créditée comme Geretta Jean Taylor)
- Russ Milburn : le policier

## Exploitation
L'affiche américaine du film contient les phrases suivantes : « Living next door to each other they could only dream, ... until their husbands left » (« Voisines, elles ne pouvaient que rêver, ... jusqu'à ce que leurs maris soient partis ») ; « The tragedy of today's lonely housewife » (« La tragédie de la femme au foyer solitaire d'aujourd'hui »).